# Головин, Иван Михайлович
Ива́н Миха́йлович Голови́н (1680–1737) — русский военный деятель, сподвижник Петра I, адмирал (1732). Общий предок А. С. Пушкина и Л. Н. Толстого.

## Биография
Представитель боярского рода Головиных, считавшегося одним из знатнейших в допетровской России. Сын боярина Михаила Петровича Головина (ум. 1689). Младший брат Автонома Михайловича Головина. Дальний родственник главы петровского внешнеполитического ведомства Фёдора Алексеевича Головина. Прапрадед А. С. Пушкина по материнской линии.
О времени рождения И. М. Головина вплоть до XX века источники не сообщали; указывалось только время его смерти: 1737 и иногда октябрь 1738 года. В XX веке временем его рождения стали указывать 1680 год (иногда 1672).
П. С. Казанский в «Родословной Головиных» указывал, что «он сначала был комнатным стольником Петра Великого, который его очень любил и брал с собою в оба Азовские походы 1695 и 1696 года». В 1701 году он был послан в Венецию для обучения галерному строению и итальянскому языку. Ф. Х. Веберг в статье, посвящённой Головину («Русский Архив», 1872) утверждал, что по возвращении из-за границы он получил от царя шуточный титул князя-баса с жалованием в 60 алтын в год — за то, что возвратившись из-за границы, не знал якобы не только языка, но и кораблестроения. Ф. Х. Вебер в своих «Записках» писал, что Головин был «очень любим царем за то, что во многих случаях доказал ему свою верность и храбрость». По возвращении в Россию И. М. Головин поступил на военную службу.
В годы Северной войны командовал пехотным полком (позже — Ростовский пехотный полк) в чине полковника, участвовал в Полтавской битве (1709), заслужил чин бригадира. В 1712 году, на следующий год после Прутского похода, получил чин генерал-майора.
В 1714 году И. М. Головин уже на Балтике, где принял отряд из 9 скампавей — быстроходных судов русского галерного флота, командуя которыми внёс свой вклад в победе в сражении под Гангутом. В 1715 году он попал в плен к шведам. Однако в том же году И. М. Головина обменяли на пленных шведских офицеров, и он продолжил служить отечеству. В 1717 году Пётр назначает Головина «обер-сарваером».
В мае 1720 года Головину пришлось временно взять под своё личное руководство одно из важных предприятий петровского «военно-промышленного комплекса» — Петровский якорный завод. Но период работы хозяйственным руководителем не затянулся, и уже в июне того же года И. М. Головин получил назначение камер-советником в адмиралтейств-коллегию. В 1721 году И. М. Головин получил начальство над галерным флотом и в 1722 году Пётр I взял его с собой в Персидский поход. В 1723 году он был назначен членом «Вышнего суда» для разбора дела и суда над бароном П. П. Шафировым.
«Сохранились анекдоты, свидетельствующие о патриотизме и преданности царю Ивана Михайловича, но любопытно, что он не имел при Петре адмиральского звания». Назначение И. М. Головина генерал-кригскомиссаром флота, производство в соответствующий этой должности чин вице-адмирала и награждение его орденом Св. Александра Невского состоялось уже после смерти Петра, 21 августа 1725 года Екатериной I. В июле того же года ему «повелено присутствовать в адмиралтейств-коллегии».
В день коронации Анны Иоанновны 28 апреля 1730 года Головин был произведён в полные генералы с увольнением от службы. Два года спустя, 18 августа 1732 года, он был вновь принят на службу с переименованием в адмиралы и назначением командиром галерного флота на Балтийском море.

## Семья
Женат был дважды:
1. жена Мария Петровна Дорошенко, дочь гетмана Петра Дорофеевича Дорошенко.
  - Иван (ум. 1754), генерал-майор, женат на Ирине Анисимовне Нарышкиной, ур. княжне Хотетовской (ум. 1793).
2. жена Мария Богдановна Глебова, родная сестра майора Степана Глебова[12]. Входила в ближний круг Елизаветы Петровны, которая иногда просила её чесать себе пятки[13]. В браке родились три дочери и сын:
  - Наталья, жена князя Константина Кантемира, сына Антиоха Константиновича Кантемира; детей не было.
  - Евдокия (Авдотья, Зоя; 1703–1725), прабабушка Александра Сергеевича Пушкина; замужем за сержантом Александром Петровичем Пушкиным (после 1686–1725), мать Льва Александровича Пушкина, деда поэта. В 1725 году была зарезана своим мужем в его припадке безумия.
  - Ольга (1704–17..), с 1721 года вторая жена князя Юрия Юрьевича Трубецкого, у них сын Дмитрий — прадед Льва Толстого.
  - Александр (ум. 1766), также стал адмиралом (15 (26) мая 1757 года[14]) и командиром галерного флота.

## Рекомендуемая литература
- Жизнеописание адмирала и ордена св. Александра Невскаго кавалера Ивана Михайловича Головина. / Составлено В. Берхом. — СПб.: В Морской типографии, 1825. — 35, [5] с., [1] л. портр.